# Stammliste der Westgotenkönige zu Toledo
Die Stammliste der Westgotenkönige zu Toledo enthält die Familie der Könige der Westgoten auf der Iberischen Halbinsel von 567, dem Regierungsantritt des Königs Liuva I., bis zum Untergang des Reichs durch die Invasion der Muslime (siehe Islamische Expansion) 711, sowie der Gründung des Königreichs Asturien und den Beginn der Reconquista.

## Stammliste
Die Darstellung folgt – soweit nicht anders genannt – Schwennicke (siehe Literatur); in den Artikeln zu den einzelnen genannten Personen können abweichende Daten genannt werden, sofern andere Quellen herangezogen wurden.
1. NN
  1. Liuva I., † Ende 571/Anfang 572, 567 König der Westgoten
  2. Leovigild, † 586 nach dem 13. April, 572 König der Westgoten; ⚭ I Theodosia; ⚭ II 594 Goswintha, Witwe des Westgotenkönigs Athanagild
    1. (I) Hermenegild, † ermordet 13. April 586; ⚭ 580 Ingund, † 585, Tochter des Frankenkönigs Sigibert I. (Merowinger)
      1. Athanagild; ⚭ Flavia Juliana, Verwandte des Kaisers Maurikios
        1. Ardabast
          1. Erwig, † 15. November 687, 680 König der Westgoten⚭ Liubigotona, Tochter des Westgotenkönigs Suinthila (siehe unten)
            1. Cixillo; ⚭ Egica, † 701, 687 König der Westgoten
              1. Witiza, 696 König von Galicien, 701 König der Westgoten, 710 abgesetzt

    2. (I) Rekkared I., † Mitte Juni 601, 586 König der Westgoten; ⚭ I Bauda; ⚭ II 594 Chlodoswintha, Tochter des Frankenkönigs Sigibert I. (Merowinger), Witwe von Authari, König der Langobarden
      1. (I) Liuva II., † ermordet 603, 601 König der Westgoten
      2. (II) Suinthila, † 633, 621 König der Westgoten, ⚭ Theodora, Tochter von Sisebut, 612 König der Westgoten, † 620
        1. (I) Rekimir, † 631, 623 König der Westgoten
        2. (I) Sisenand, † 635/636, 633 König der Westgoten
        3. (I) Chintila, † 640, 636 König der Westgoten
          1. Tulga (Fulka), † 642, 640 König der Westgoten

        4. (I) Chindaswinth, † 1. Oktober 653, 642 König der Westgoten; ⚭ Rekiberga
          1. Rekkeswinth, † 1. September 672, 653 König der Westgoten
          2. Theodofred, Herzog von Córdoba, ⚭ Rekilona, Prinzessin von Córdoba
            1. Roderich (Rodrigo), † 712, 710 König der Westgoten; ⚭ Egilona, sie heiratet in zweiter Ehe Musa, † ermordet 715

          3.  ? Favila, Herzog von Kantabrien
            1. Pelayo (Pelagius), † 737, 718 König von Asturien; ⚭ Gaudiosa
              1. Favila, † Mitte Juni 739, 737 König von Asturien; ⚭ Froiliuba, 739 bezeugt
                1. Favinia; ⚭ Luitfred III., Herzog der Sueben
                2. mehrere Kinder

              2. Hermisenda (Ermesinda), 746/48 bezeugt; ⚭ Alfons I., genannt el Católico, † 757, Herzog von Kantabrien, 739 König von Asturien (Haus Kantabrien)

        5. (I) Liubigotona; ⚭ Erwig, † 15. November 687, 680 König der Westgoten (siehe oben)

      3. (II) Geila (Agilona) König der Westgoten